# Туренская, Валентина Ионовна
Валентина Ионовна Туренская (1913—1964) — советский прозаик, драматург. Писала в основном для детей.

## Биография
Валентина Туренская родилась в 1913 года в городе Гатчина. Отец, Иона Дмитриевич Туренский, был служащим, историком, писал монографии по истории церкви. После окончания школы Валентина работала продавцом в книжном магазине и счетоводом в разных учреждениях. Сдала экзамен за среднюю школу, затем окончила учительский и педагогический институты (1940), училась в аспирантуре в Москве. Работала заведующей сектором школ  Ставропольского Ставропольского краевого управления народного образования, была директором Ставропольского института усовершенствования учителей, с 1953 по 1957 год возглавляла Ставропольскую краевую писательскую организацию. Во время войны была эвакуирована в Наманган, где занимала должность заместителя заведующего городским отделом народного образования. В 1940 году вступила в партию.
В 1949 году в «Ставропольском альманахе» была напечатана первая её повесть «Дружба». В последующие годы Туренская написала романы «Зрелость», «Просторы» и другие произведения. В 1952 году Туренскую приняли в члены Союза писателей СССР.
Туренская посвятила свой первый роман «Зрелость» (1951) и продолжающий его роман «Просторы» (1953) школьной теме. Позже она их переработала и выпустила под общим названием «Дорога Елены Никитиной» (1956). В том же году в Детгизе вышла повесть В. Туренской для детей «Где рос ясень». Рассказы В. И. Туренской печатались в альманахе «Ставрополье», в журналах «Смена» («Доктор Красильников», «Чрвонец»), «Работница», в газетах. В 1958 году Ставропольское книжное издательство выпустило сборник её рассказов и повестей «Белая мальва».
В соавторстве с мужем Петром Петровичем Мелибеевым Туренская написала пьесы «Своя линия» (1960), «На перекрестке дорог» (1961), шедшие на сцене Ставропольского драматического театра, а также антирелигиозную книгу «Святые тенета» (1960). Произведения Туренской переводились на языки народов СССР, а повесть «Девятая» была переведена на словацкий язык в Братиславе.
Дочь Елена Сергеевна Туренская стала кандидатом педагогических наук, доцентом Ставропольского педагогического института.

## Произведения
Книги:
- Белая мальва : рассказы и повести / В. И. Туренская. — Ставрополь : Крайиздат, 1957. — 256 с.
- Гость из космоса : повесть / В. Туренская, П. Мелибеев. — Ставрополь : Кн. изд-во, 1967. — 320 с.
- Девятая : повесть для детей / В. Туренская. — Ставрополь : Кн. изд-во, 1958. — 250 с.
- Дела и дни одной школы : Из опыта работы Будённовской средней школы № 1 / В. И. Туренская. — Ставрополь : Крайиздат, 1951. — 64 с.
- Зрелость: повесть / В. И. Туренская. — Ставрополь : Крайиздат, 1951. — 340 с.
- Каштаны в цвету : повести и рассказы / В. И. Туренская. — Ставрополь : Кн. изд-во, 1964. — 543 с.
- Крутая радуга : повесть / В. И. Туренская. — Ставрополь : Кн. изд-во, 1961. — 325 с.
- Марианна ищет родных : повести и рассказы / В. И. Туренская. — Ставрополь : Кн. изд-во, 1964. — 543 с.
- Просторы : повесть / В. И. Туренская. — Ставрополь : Кн. изд-во, 1954. — 400 с.
- «Святые» тенета : Из жизни воспитанников и наставников Ставропольской духовной семинарии / П. П. Мелибеев, В. И. Туренская. — Ставрополь : Кн. изд-во, 1960. — 128 с.

Публикации:
- Обида Тоджихон Мирзаевой : рассказ : [из литературного наследия] / В. Туренская // Ставрополье. — 1973. — №. 2. — С. 29-35.
- С ярмарки : рассказ / вступит. слово В. Туренской // Ставропольская правда. — 1990. — 7, 14 июля.